# Каверзнева, Ольга Викторовна
Ольга Викторовна Каверзнева (12 мая 1926, Одесса — 25 декабря 2006, Москва) — российская скрипачка и музыкальный педагог, Заслуженная артистка РСФСР (1991).
Окончила Одесскую консерваторию (1949) у Ф. Е. Макстман, училась также у Б. З. Мордковича. Одновременно играла в оркестре Одесского театра оперы и балета. Затем окончила аспирантуру Московской консерватории (1954) у Д. Ф. Ойстраха и защитила диссертацию кандидата искусствоведения «Об исполнении советского скрипичного концерта на примере Концерта Хачатуряна». Во время аспирантуры играла первую скрипку в Квартете Московской консерватории, завоевавшем первую премию на Международном музыкальном фестивале «Пражская весна» (1950); как солистка участвовала также в Международном конкурсе имени королевы Елизаветы (1951, VII премия).
С 1954 года преподаватель Московской консерватории, с 1972 года доцент, с 1992 года профессор.